# FC Kreuzlingen
Der  FC Kreuzlingen  ist ein Fussballverein in der Schweiz aus der Stadt Kreuzlingen im Kanton Thurgau. Derzeit spielt die Erste Mannschaft in der 1. Liga, der vierthöchsten Spielklasse der Schweiz.

## Geschichte
Der FC Kreuzlingen wurde 1905 als einer der ersten Thurgauer Fussballvereine gegründet. Eine erfolgreiche Zeit feierte der FC Kreuzlingen in den 1930er-Jahren als der Verein drei Mal in Folge aufstieg und 1934 1. Liga Meister wurde. Die Grenzstädter verzichteten nach einer Mitgliederversammlung allerdings auf einen Aufstieg in die Nationalliga. Den grössten sportlichen Erfolg in der „Neuzeit“ erspielte sich der FC Kreuzlingen in der 1. Liga-Saison 2003/04 mit der Qualifikation zu den Aufstiegsspielen in die Challenge League (zweithöchste Schweizer Liga) gegen den FC Baulmes. Im Hinspiel unterlag der FC Kreuzlingen im Hafenareal mit 2:1, das Rückspiel in Baulmes verloren die Kreuzlinger mit 3:2 nach Verlängerung. Im Sommer 2022 stieg der FC Kreuzlingen wieder in die 1. Liga auf, die mittlerweile die vierthöchste Liga darstellt.

## Ligazugehörigkeit
- 1916–1922: Serie C (dritthöchste Schweizer Spielklasse)
- 1922–1931: Serie B (dritthöchste Schweizer Spielklasse)
- 1931/1932: 2. Liga (dritthöchste Schweizer Spielklasse)
- 1933–1937: 1. Liga (zweithöchste Schweizer Spielklasse)
- 1937/1938: 2. Liga (dritthöchste Schweizer Spielklasse)
- 1938/1939: 1. Liga (zweithöchste Schweizer Spielklasse)
- 1939–1944: 2. Liga (dritthöchste Schweizer Spielklasse)
- 1944–1946: 2. Liga (vierthöchste Schweizer Spielklasse)
- 1946–1950: 1. Liga (dritthöchste Schweizer Spielklasse)
- 1950–1954: 2. Liga (vierthöchste Schweizer Spielklasse)
- 1954/1955: 3. Liga (fünfthöchste Schweizer Spielklasse)
- 1955–1981: 2. Liga (vierthöchste Schweizer Spielklasse)
- 1981–1985: 1. Liga (dritthöchste Schweizer Spielklasse)
- 1985–1989: 2. Liga (vierthöchste Schweizer Spielklasse)
- 1989–1992: 1. Liga (dritthöchste Schweizer Spielklasse)
- 1992–1997: 2. Liga (vierthöchste Schweizer Spielklasse)
- 1997–2009: 1. Liga (dritthöchste Schweizer Spielklasse)
- 2009–2012: 2. Liga Interregional (vierthöchste Schweizer Spielklasse)
- 2012–2013: 1. Liga Classic (vierthöchste Schweizer Spielklasse durch Liga-Reform)
- seit 2013: 2. Liga Interregional (fünfthöchste Schweizer Spielklasse)
- 2022–2023: 1. Liga Classic (vierthöchste Schweizer Spielklasse)

Der FC Kreuzlingen spielte seit seiner ersten Ligateilnahme 1916 insgesamt 6 Jahre in der zweithöchsten Schweizer Liga, 47 Jahre in der dritthöchsten Schweizer Liga, 44 Jahre in der vierthöchsten und 1 Jahr in der fünfthöchsten Schweizer Liga.

## Stadion
Der FC Kreuzlingen trägt seine Heimspiele auf dem Sportplatz Hafenareal am Bodensee aus. Das Hafenareal verfügt seit Mai 2011 über eine kleine Tribüne, welche neben Stehplätzen auch 126 unüberdachte Sitzplätze bietet. Seit 2007 steht ein neues Klubhaus im Hafenareal, seit 2010 gibt es neben dem Hauptplatz einen Kunstrasenplatz. Das Kreuzlinger Hafenareal befindet sich direkt neben der Bodensee-Arena (Eissporthalle).

### Die vorherigen Spielstätten
Im Laufe der Zeit wurden mehrere Plätze genutzt:
- Sommer 1905: alter Viehmarktplatz
- 1905–1907: Sonnenstrasse
- 1907–1917: Bahnhofstrasse bei der alten Post
- 1917–1925: Seegarten
- 1925–1931: Egelsee
- 1931–1959: Stadion an der Konstanzerstrasse („Grenzland-Stadion“)
- 1959–1962: Grüntal (Training) / Gastrecht beim FC Tägerwilen (Meisterschaft)
- 1962–1997: Hafenareal
- 1997–2006: Burgerfeld
- seit 2006: Hafenareal

Das vom FC Kreuzlingen genutzte Stadion an der Konstanzerstrasse („Grenzland-Stadion“) wurde 2017 von der Deutschen Akademie für Fußball-Kultur mit dem Fanpreis (Thema: Fußball-Erinnerung des Jahres) ausgezeichnet.
Der FC Kreuzlingen wird seit 1999 von einer aktiven Fanszene unterstützt. Ebenfalls seit 1999 erscheint mit dem Grenzstadtkurier ein Fanzine zum Verein. Damit ist der Grenzstadtkurier das am längsten erscheinende Fussball-Fanzine der Schweiz. Quellen: hafetschutter.ch

## Erfolge
Ostschweizer Meister der 2. Liga (1933, 1946, 1952, 1981), Thurgauer Meister Serie A (1927, 1933, 1935, 1936, 1937, 1938, 1943, 1945, 1946), Aufstieg 1. Liga (1933, 1938, 1946, 1981, 1989, 1997, 2012, 2022).
Im Schweizer Cup konnte sich der FC Kreuzlingen zehnmal für das 1/16-Finale qualifizieren (1933, 1936, 1938, 1939, 1949, 1980, 1984, 1986, 1987, 2001). Grösster Erfolg war in der Saison 1935/36 die Qualifikation für das Achtelfinale gegen den FC Lugano (1:4).

## Nationalspieler
Der Kreuzlinger Marcel Sandoz kam am 29. Oktober 1933 in Bern beim WM-Qualifikationsspiel Schweiz – Rumänien als aktueller FCK-Spieler über 90 Minuten zum Einsatz, es blieb sein einziges Länderspiel. Der Kreuzlinger und langjährige FCK-Spieler Walter Beerli kam am 11. Juni 1950 beim Freundschaftsspiel gegen Jugoslawien zum Einsatz (0:4) und fuhr mit der Schweizer Nationalmannschaft an die WM 1950 in Brasilien, bei der er jedoch nicht zum Einsatz kam.